# Giuseppa Barbapiccola
Giuseppa Eleonora Barbapiccola (Salerno, 1702–Nápoles, ca 1740) fue una mujer italiana que destacó en el ámbito de la ciencia, filosofía natural, poesía y traducción. Alcanzó notoriedad por su traducción en 1722 de los Principios de la Filosofía de René Descartes al italiano.
Era miembro de la Accademia degli Arcadi en Bolonia bajo el nombre de Myristic. A menudo publicaba sus poemas en colaboración con su amiga, la poetisa Luisa Vico. En su traducción de los Principios de Filosofía, Barbapiccola sostiene que las mujeres, en contra de las creencias de sus contemporáneos, no eran intelectualmente inferiores por naturaleza, sino que a causa de la falta de educación. Los eruditos napolitanos le dan crédito a Barbapiccola por ser quien llevó a Italia el pensamiento cartesiano.

## Comienzos
La historia de Barbapiccola es poco clara, aunque se conocen unos pocos hechos sobre ella. Probablemente nació en Nápoles, y es posible que su familia fuera originalmente oriunda de Salerno. Su tío era Tommaso Maria Alfani, un aclamado predicador Dominicano de Nápoles. Alfani intercambió correspondencia con Giambattista Vico, la figura prominente de quien Barbapiccola obtuvo gran parte de sus conocimientos. A pesar de que no se conoce nada de sus padres, es posible que haya sido su tío quien influyó en su educación.

## Educación
No existe información sobre la educación formal de Barbapiccola. Sin embargo, se ha sugerido que gran parte de su conocimiento lo obtuvo de conversaciones en salones napolitanos. En especial es muy probable que haya adquirido la mayoría de su saber en la casa del filósofo italiano Giambattista Vico, ya que Vico era el padre de su amiga, Luisa.

## Rol de las mujeres en la educación
Pero si se mira con detenimiento y claridad, las mujeres no deben ser excluidas del estudio de las ciencias, dado que sus espíritus son más elevados y "ellas no son inferiores a los hombres en las virtudes más importantes".
Giuseppa Barbapiccola, en el prefacio de su traducción de los Principios de Filosofía

Como mujer traductora en temas de la ciencia, Giuseppa estaba muy a favor de la educación de las mujeres de su tiempo. Su objetivo al traducir Principios de la Filosofía no era solo permitir que los italianos aprendieran sobre la filosofía Cartesiana, sino en realidad promover a que las mujeres se educaran y tomaran actitudes diligentes. En el prefacio, titulado “Del Traductor al Lector,” Barbapiccola expone sus ideas e incluye una historia de la educación de las mujeres, una historia de la filosofía, y una autobiografía, a la ve que defiende el derecho de las mujeres al aprendizaje. Haciendo referencia a que Descartes creó una filosofía que reconocía el intelecto femenino, ella utiliza su brillante pensamiento Cartesiano para intentar persuadir a las mujeres a que se eduquen.